# Ammuna
Ammuna (1585 a.C. circa – Ḫattuša, 1525 a.C. circa) è stato un sovrano ittita.

## Biografia e regno
Era figlio di Zidanta I, che assassinò per ascendere al trono. Durante il suo regno condusse svariate campagne militari verso territori che si erano ribellati alla sovranità e all'influenza ittita, da Est (Kizzuwatna, la cui perdita privo' gli Ittiti dell'accesso alle rotte mesopotamiche) ad Ovest (Arzawiya), a Nord (contro i Kaska). Il suo regno ci viene raccontato soprattutto, in una ottica negativa, dal figlio Telipinu, nel suo Editto, nel quale elenca una serie di insuccessi del padre; è invece probabile, come fatto notare da alcuni studiosi, che stante la vastità dell'area in cui Ammuna fu militarmente impegnato, qualche successo lo abbia invece conseguito.
E tuttavia, nonostante gli sforzi del sovrano, l'impero ittita nella fase finale del regno di Ammuna si ridusse ad una fascia di territori nell'Anatolia centrale, l'area della madre-patria delimitata dal fiume Marassantiya; perfino La città di Kaneš, casa ancestrale dei regnanti ittiti, fu persa e poi riconquistata, mentre varie altre città, fra cui Zalpa, Sattiwara e Suluki si ribellarono, indebolendo la forza militare ittita. Queste insurrezioni furono causate anche da un lungo periodo di carestia che suscitò un malcontento diffuso fra i sudditi. Perso il controllo sul regno di Kizzuwatna (che poi proclamò la sua indipendenza nel corso del regno del successore Huzziya I) e sui territori meridionali, in particolare della città di Adana, si ebbe di fatto l'interruzione dei commerci verso la Siria ed un ulteriore impoverimento del regno. 
Il re, nonostante le molte difficoltà, ebbe comunque vita lunga ed almeno tre figli maschi; e tuttavia alla morte, probabilmente per cause naturali, il trono fu brevemente usurpato da Huzziya I, imparentato con la famiglia reale in quanto cognato di Telipinu, figlio (forse terzogenito) di Ammuna. Questi, con un autentico, fulmineo colpo di stato e l'aiuto di Tahurwaili, figlio di un fratello di Ammuna, fece simultaneamente assassinare i figli maggiori del re, Titti e Hantili, con la complicità di Zuru, comandante delle guardie di palazzo, e si insediò sul trono.